# تشو يوغوانغ
تشو يوغوانغ (بالصينية: 周有光؛ بالبينيين: Zhōu Yǒuguāng؛ 13 يناير 1906 – 14 يناير 2017) كان عالم اقتصاد ولغوي ورجل أعمال وناشر صيني. يوغوانغ هو مبتكر الكتابة البينيينية في كتابة اللغة الصينية بالأحرف اللاتينية، والتي بدأت الحكومة الصينية في استعمالها عام 1958 واعترفت بها الأمم المتحدة عام 1986. توفي تشو يوغوانغ يوم 14 يناير 2017 في بكين عن عمر يناهز 111 سنة.

## تصميم البينيين
في 1955، وضعت الحكومة تشو عل رأس لجنة لإصلاح اللغة الصينية بهدف خفض نسبة الأمية. فيما أشرفت لجان أخرى على مهام نشر الصينية الماندارينية لتكون لغة وطنية ووضع رموز صينية مبسطة. أوكلت إلى لجنة تشو مهمة تطوير رومنة لتمثيل نطق الرموز الصينية. والجدير بالذكر أن تشو رفض أول الأمر الدعوة التي وجهت له للانضمام إلى تلك اللجنة الحكومية، مشيرًا لافتقاره للخبرة المطلوبة، لكن أحد أصدقائه أقنعه بالانضمام. قال تشو أن الأمر تطلب ثلاث سنوات، وكانت وظيفة بدوام كامل. جعلت الحكومة البينيين نظامًا رسميًّا لرومنة الصينية في 1958، مع الإشارة إلى أنها كما هو الحال الآن لا تزال دليلًا للنطق فقط، وليست نظامًا بديلًا للكتابة. وكان نظام البينيين الذي ابتدعه تشو مبنيًّا على نظم سابقة؛ كانت الفونيمات مبنية على كؤيولؤمتسي المنشورة في 1928 ولاتينخوا سن وينز المنشورة في 1931، ووُضعت الشكلات اعتمادًا على نظام بوبوموفو.

## معرض صور

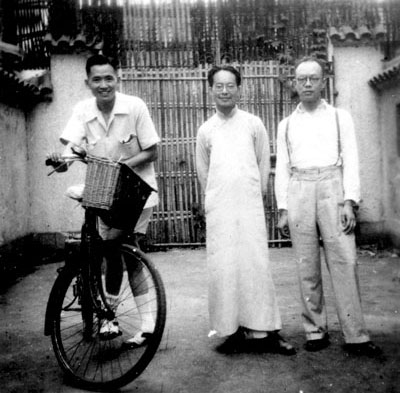
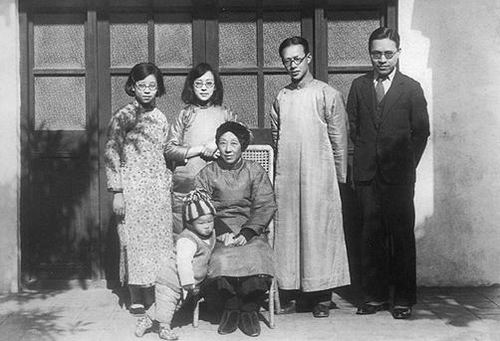
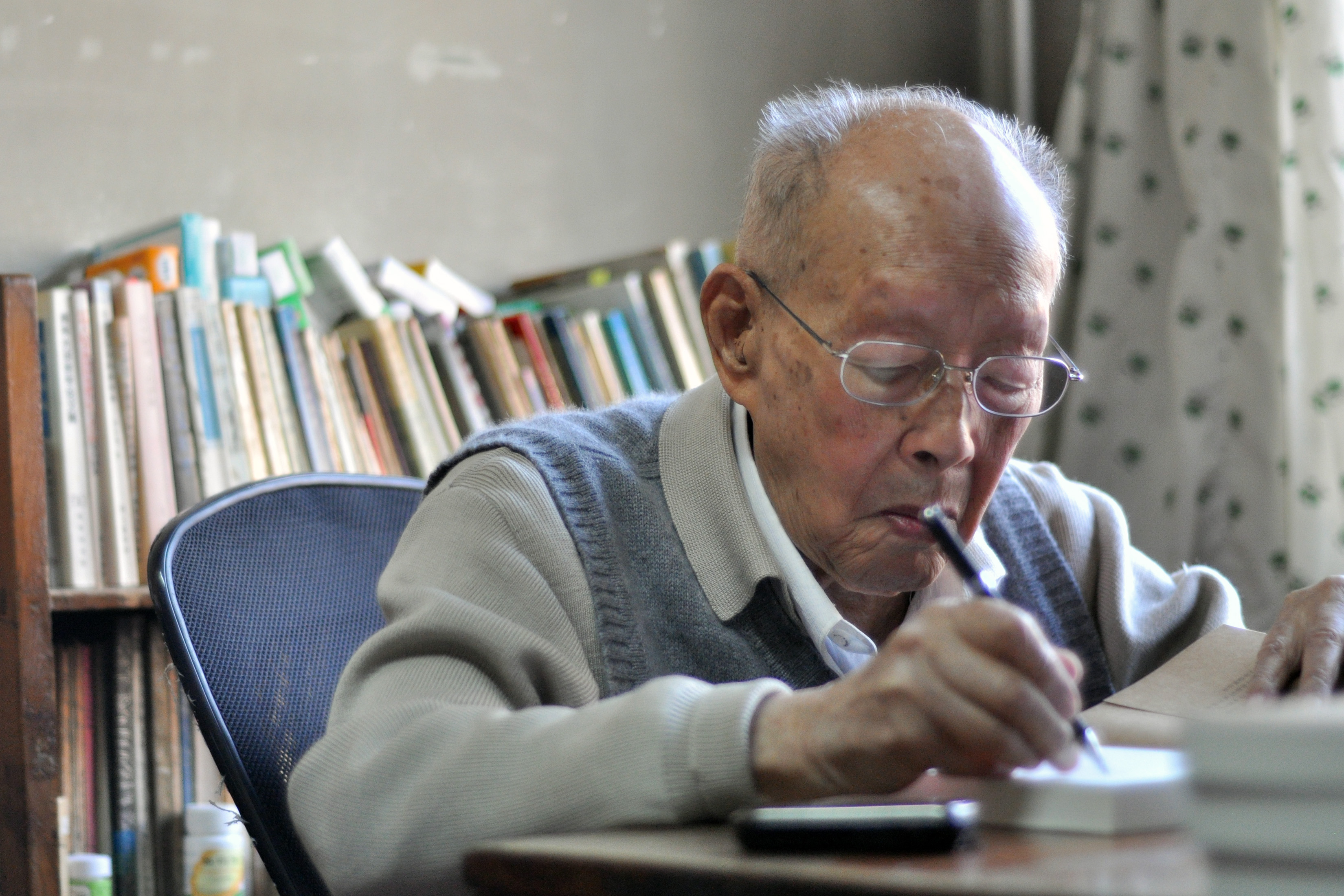